# Brévenne
La Brévenne est une rivière de France, affluent de l'Azergues et donc sous-affluent de la Saône, puis du Rhône, qui traverse les monts du Lyonnais. Elle coule en région Auvergne-Rhône-Alpes, dans les départements de la Loire et du Rhône, et rejoint l'Azergues à Lozanne.

## Toponymie
Le nom Brévenne vient du gaulois bebros (« castor »). Ce nom se retrouve sous des formes voisines dans les toponymes Bièvre, Besbre, Brévon, etc.

## Géographie

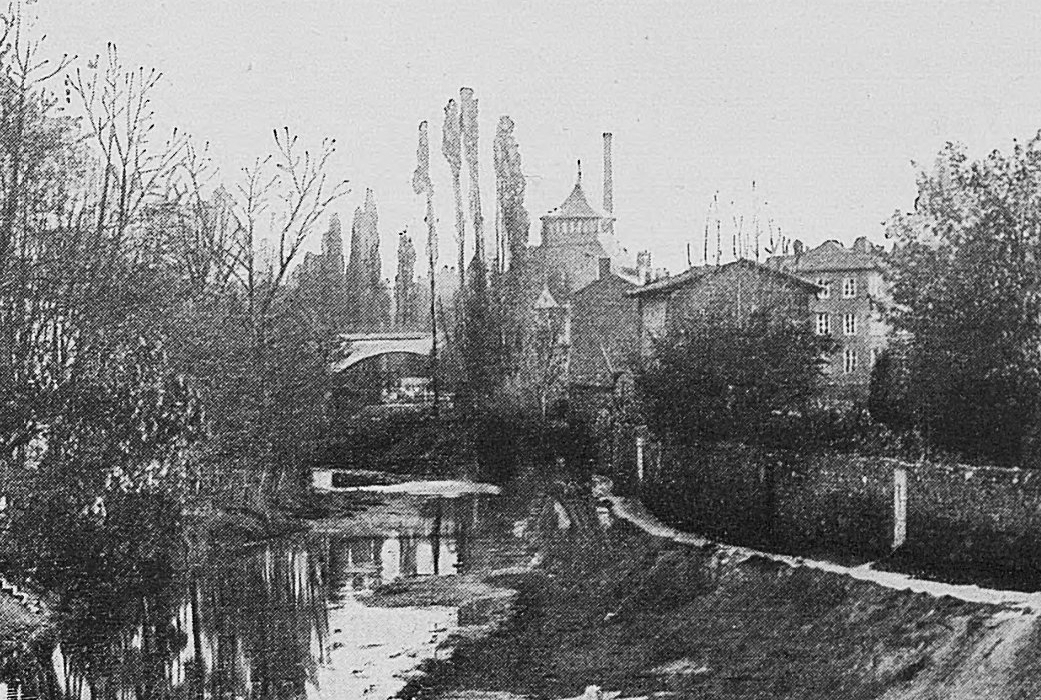
Les bords de la Brevenne à L'Arbresle au début du XXe siècle.

De 39 km de longueur, la Brévenne nait à Maringes, petite localité du département de la Loire et franchit rapidement la limite du département du Rhône. Elle prend globalement la direction du nord-est jusqu'à la fin de son parcours. Elle baigne notamment la petite cité de L'Arbresle au riche patrimoine historique, où elle reçoit les eaux de la Turdine, son principal affluent.

### Communes et cantons traversés
Dans les deux départements de la Loire et du Rhône, la Brévenne traverse vingt-une communes.

### Bassin versant
La Brévenne traverse une seule zone hydrographique 'La Brévenne' (Uu463) de 437 km2 de superficie. Ce bassin versant est constitué à 69,34 % de « territoires agricoles », à 25,29 % de « forêts et milieux semi-naturels », à 5,59 % de « territoires artificialisés ».

### Organisme gestionnaire
L'organisme gestionnaire est le SYRIBT ou SYndicat de RIvières Brévenne Turdine, depuis le 1er janvier 2006.

## Affluents
La Brévenne a vingt-six tronçons affluents référencés dont le principal est :
- la Turdine en rive gauche à l'Arbresle, 28,7 km sur onze communes avec neuf affluents et de rang de Strahler trois.

Donc le rang de Strahler est de quatre.

## Hydrologie

### La Brévenne à Sain-Bel
Le débit de la Brévenne a été observé sur une période de 40 ans (de 1969 à 2008), à Sain-Bel, localité du département du Rhône située un peu en amont de l'Arbresle et donc à peu de distance de son confluent avec l'Azergues à Lozanne,. Le bassin versant de la rivière y est de 219 km2, soit à peu près la moitié de celui-ci. L'important débit de la Turdine qui la rejoint (1,46 m3/s) et lui donne ses eaux au niveau de l'Arbresle est soustrait de ce fait des chiffres suivants.
Le module de la rivière est de 1,52 m3/s.
La Brévenne présente des fluctuations saisonnières de débit assez importantes. Les hautes eaux se situent en hiver et au printemps, et portent le débit mensuel moyen à un niveau allant de 1,83 à 2,44 m3/s, de novembre à mai inclus (avec un premier sommet en décembre et un second en février), et des basses eaux d'été, de juillet à septembre, avec une baisse du débit mensuel moyen jusqu'au niveau de 0,343 m3/s au mois d'août. Mais les variations de débit sont bien plus importantes calculées sur de plus courtes périodes.

### Étiage ou basses eaux
Aux étiages, le VCN3 peut chuter jusque 0,006 m3/s, en cas de période quinquennale sèche, soit seulement 6 litres par seconde, le cours d'eau tombant presque à sec.

### Crues
D'autre part les crues de la Brévenne peuvent être importantes. Les QIX 2 et QIX 5 valent respectivement 31 et 52 m3/s. Le QIX 10 se monte à de 66 m3/s. Le QIX 20 est de 79 m3/s, tandis que le QIX 50 atteint 96 m3/s.
Le débit instantané maximal enregistré a été de 151 m3/s le 17 mai 1983, tandis que la valeur journalière maximale était de 88,5 m3/s le 2 décembre 2003. En comparant la première de ces valeurs (151 m3/s) à l'échelle des QIX exposée plus haut, il apparaît que cette crue était très largement supérieure à la crue cinquantennale définie par le QIX 50, et donc tout à fait exceptionnelle.

### Lame d'eau et débit spécifique
La lame d'eau écoulée dans le bassin de la Brévenne se monte à 224 millimètres annuellement soit moins que les 300 millimètres par an de l'Azergues. C'est nettement inférieur à la moyenne d'ensemble de la France, mais aussi très inférieur à la moyenne de la totalité du bassin du Rhône (670 millimètres par an à Valence). Le débit spécifique (ou Qsp) atteint 7,1 litres par seconde et par kilomètre carré de bassin.

## La Brévenne dans l'art

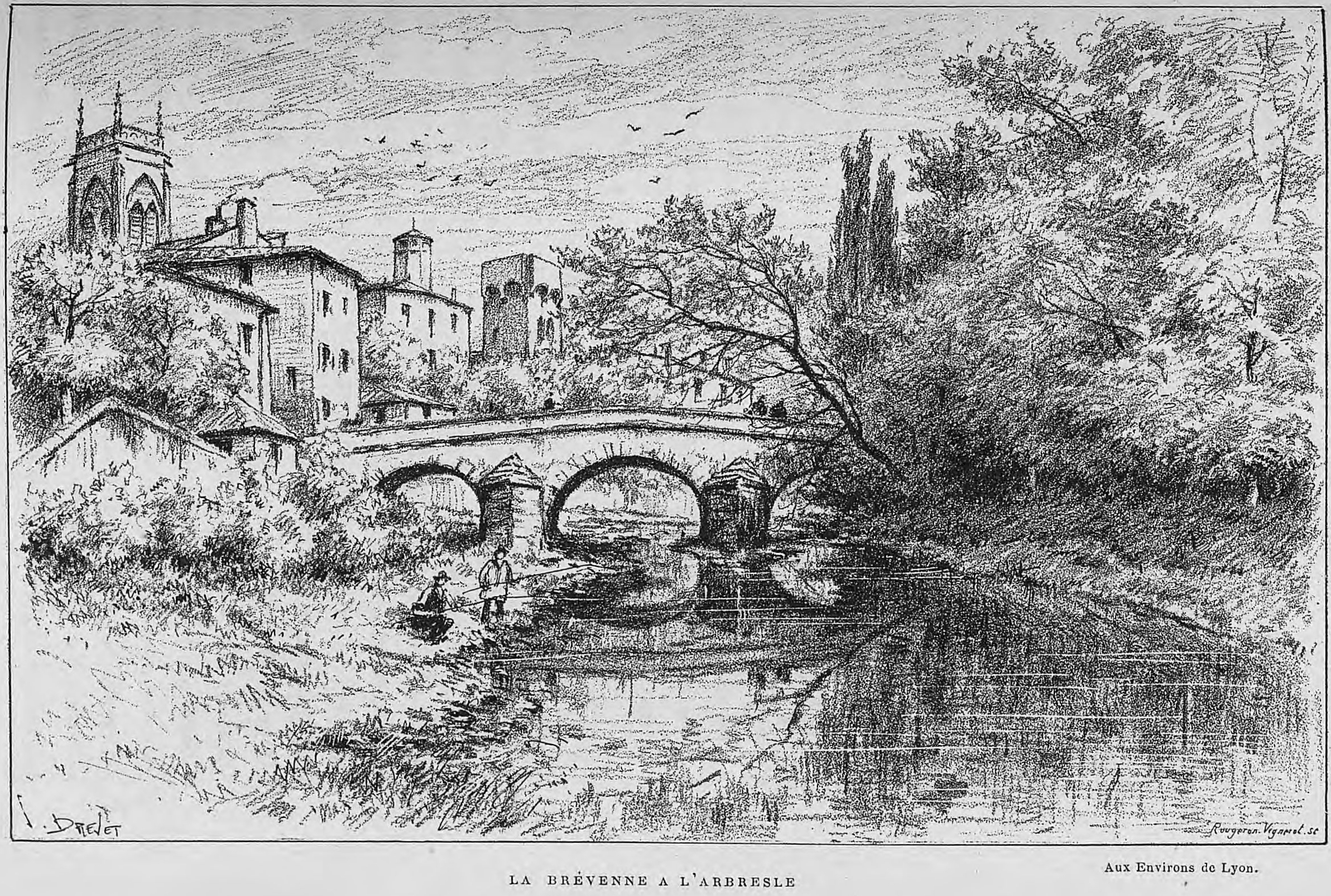
L'Arbresle - La Brévenne selon Joannès Drevet.

Joannès Drevet a illustré de 250 dessins le livre Aux environs de Lyon de M. Josse, dont la Brévenne à L'Arbresle.